# Nationaal Brandweermuseum
Het Nationaal Brandweermuseum is gevestigd in het Zuid-Hollandse Hellevoetsluis, in twee voormalige marinegebouwen die dateren uit 1786.

## Geschiedenis
De brandweerkorpsen van Amsterdam, Rotterdam en Utrecht schonken hun historische apparatuur in 1919 aan de (Koninklijke) Nederlandsche Brandweer Vereeniging. Deze vereniging stichtte in 1926 het museum. Tot de Tweede Wereldoorlog was het museum gevestigd in het Sint-Catharijneconvent te Utrecht. Na de bevrijding week het museum uit naar een opslag in Den Haag. Sinds het begin van de jaren 1960 is het museum gevestigd in Hellevoetsluis.
In 2011 werd het Nationaal Brandweermuseum onderdeel van het Nationaal Veiligheidsinstituut (NVI), samen met Veiligheidsmuseum PIT in Almere, het Nationaal Brandweer Documentatie Centrum (NBDC), het Nederlands Politiemuseum en het Museum Bescherming Bevolking (MBB).
Het NVI gaat sinds augustus 2022 verder onder de naam Korpora, Erfgoed Publieke Veiligheid. in 2021 is de exploitatie van het Nationaal Brandweermuseum overgenomen door de Stichting Brandweermuseum Hellevoetsluis; de collectie bleef eigendom van het NVI/Korpora. De naamgeving van het Brandweermuseum en ook de huisstijl in de communicatie, bij de entree en op de bedrijfskleding zijn op deze zelfstandige ‘doorstart’ aangepast.

## Collectie
De collectie omvat brandbestrijdingsmiddelen die in Nederland werden gebruikt tussen ca. 1550 en nu. In het museum zijn onder andere originele brandspuiten, gebouwd in de werkplaats van Jan van der Heyden, de man die de brandspuit verbeterde door er een slang aan toe te voegen. Verder zijn er ratels, emmers en andere attributen te zien, maar ook moderne brandblussers. De brandweervoertuigen in het museum laten de ontwikkeling zien die tussen de zeventiende en de eenentwintigste eeuw hebben plaatsgevonden.
Het Brandweermuseum heeft naast blusmiddelen ook andere zaken zoals een collectie onderscheidingstekens die brandweerlieden droegen in de tijd voor de introductie van het uniform, en een collectie miniatuur brandweerauto's.

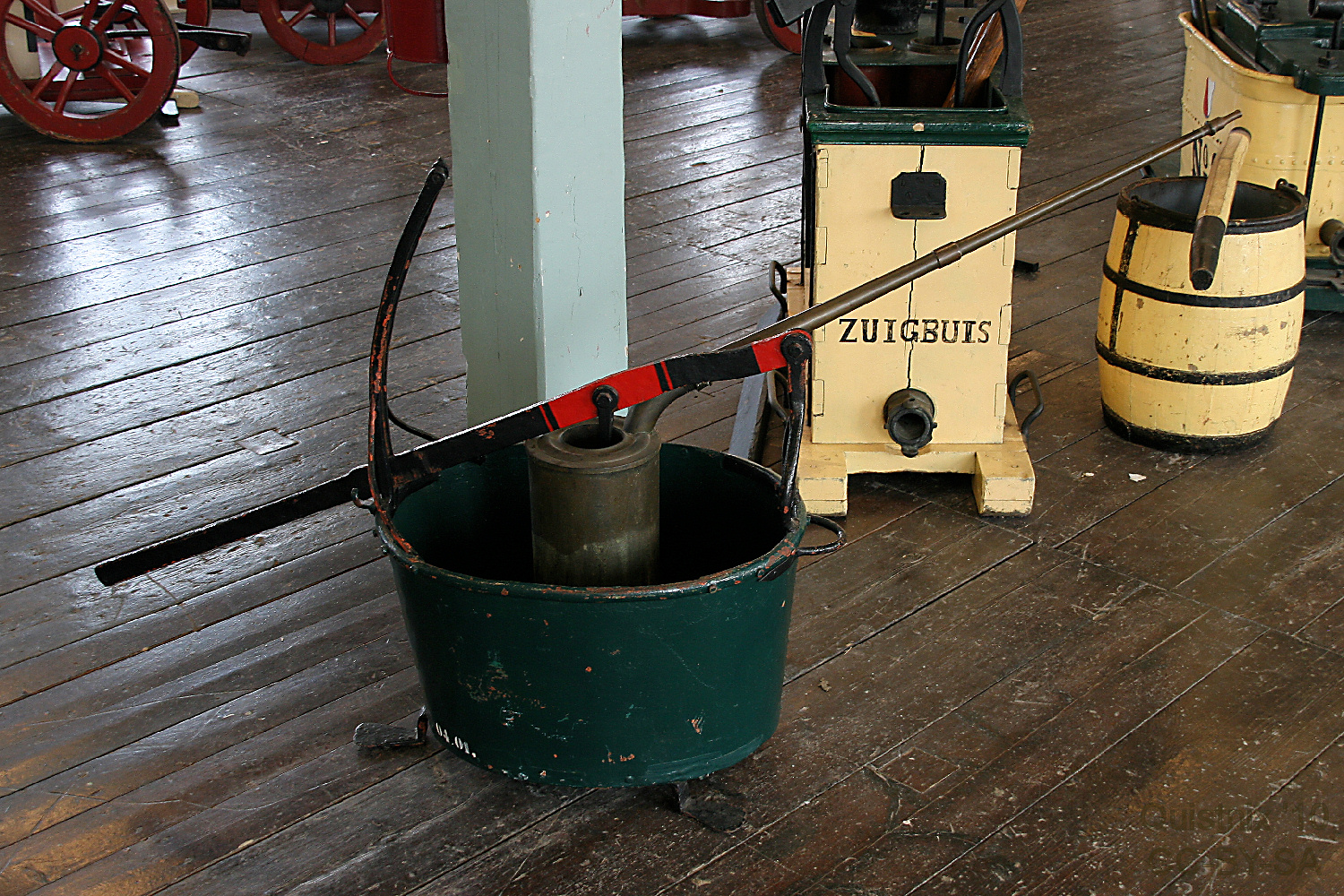
17e-eeuwse brandspuit in het museum. Op de achtergrond een zuigpomp van Jan van der Heyden.